# 10th Louisiana Infantry
Le 10th Louisiana Infantry Regiment est une unité d'infanterie de Louisiane des États confédérés d'Amérique qui opère avec l'armée de Virginie du Nord lors de la guerre de Sécession. Il est connu sous le surnom de la Légion Étrangère de Lee en raison du grand nombre de troupes nées à l'étranger.

## Composition de l'unité
Le 10th Infantry Regiment est organisé au Camp Moore, en Louisiane, pendant les mois de juin et de juillet 1861, et bientôt part pour la Virginie. Ses membres sont originaires des paroisses d'Orléans, de Bossier et de St. Landry. Portant des uniformes de zouave, le régiment est composé de nombreux étrangers, y compris des Grecs, des Italiens, des Espagnols et des Français ; mais, dans l'ensemble, probablement environ un tiers de l'unité est irlandais[citation nécessaire].
En avril 1862, il totalise 595 hommes et pendant la guerre, sert dans les brigades de McLaws, de Semmes, de Starke, de Nicholls, d'Iverson, de Stafford, et de York.

## Combats
Le 10th Louisiana combat lors de nombreux engagements de l'armée de la Virginie du Nord à partir de la bataille de Williamsburg jusqu'à la bataille de Cold Harbor. Le régiment prend part à la bataille de Chancellorsville. Lors de la bataille de Gettysburg, en juillet 1863, le régiment fait partie de la brigade du colonel Jessie Williams et participe à une série d'attaques infructueuses sur les retranchements de l'Union sur Culp's Hill. Plus tard, le 10th Louisiana participe aux campagnes de Mine Run et de Bristoe.
Après avoir participé à la campagne de l'Overland au début de 1864, le 10th Louisiana est ensuite actif dans la vallée de la Shenandoah avec le général Early. Le régiment prend part à la seconde bataille de Kernstown qui est considérée comme l'apogée de la campagne d'Early dans la vallée de la Shenandoah(p191). Au printemps de 1865, il prend part à la campagne d'Appomattox.

## Pertes
La brigade perd 27 % des 318 hommes engagés lors de la bataille de Malvern Hill, a 16 tués, 33 blessés, et 7 disparus lors de la bataille d'Antietam, et 15 morts et 51 blessés lors de la bataille de Chancellorsville. Le régiment signale 3 blessés lors de la seconde bataille de Winchester et perd plus de quarante-cinq pour cent des 226 hommes lors de la bataille de Gettysburg. Le 9 avril 1865, seulement 4 officiers et 13 hommes se rendent après la bataille d'Appomattox Courthouse.

## Officiers
Les officiers de terrain sont les colonels Antoine James de Marigny, Henry D. Monier, et Eugene Waggaman ; les lieutenants-colonels Jules C. Denis et J. M. Legett ; et les commandants Felix Dumonteil, Thomas N. Powell, et William H. Spencer.